# Изрон
Изрон (фр. Izeron) — коммуна во Франции, находится в регионе Рона — Альпы. Департамент коммуны — Изер. Входит в состав кантона Сюд Грезиводан. Округ коммуны — Гренобль.
Код INSEE коммуны — 38195. Население коммуны на 1999 год составляло 609 человек. Населённый пункт находится на высоте от 166 до 1440 метров над уровнем моря. Муниципалитет расположен на расстоянии около 480 км юго-восточнее Парижа, 80 км юго-восточнее Лиона, 28 км западнее Гренобля.  Мэр коммуны — Жан-Клод Поти (Jean-Claude Potié), мандат действует на протяжении 2014—2020 годов.
Динамика населения (INSEE):